# イザベラ (小惑星)
イザベラ (210 Isabella) は、小惑星帯に位置する大きくて暗い小惑星の一つで、主に炭素化合物でできていると推定されている。ネメシス族に属する。
1879年11月12日にオーストリアの天文学者、ヨハン・パリサによってポーラ（現クロアチア領プーラ）で発見された。命名の由来ははっきり分かっていない。